# 金融政策反応関数
金融政策反応関数（きんゆうせいさくはんのうかんすう）は、幾つかの経済指標への反応において、中央銀行が選択する、ないしは選択されるよう勧めるものである金融政策手段の或る値を与える関数である。

## 例
このような反応関数 英: reaction functionの一つはテイラー・ルールである。それは中央銀行によって設定される名目金利を次のものに反応するよう指定する：
- 物価上昇率（インフレーション）
- 想定される長期の実質金利
- 目標値からのインフレーション率の誘導
- 潜在産出量にたいする実質国内総生産（の産出量）の比率の対数

代わりに、ベン・バーナンキとロバート・H.フランクは実質金利とインフレーション率の間の上り坂の関係になるような単純な形の関数を提示した：

{\displaystyle r=r^{*}+g({\pi }-{\pi }^{*})}

ここに

{\displaystyle r} = 現行の目標実質金利

{\displaystyle r^{*}} = 実質金利についての長期の目標値

{\displaystyle g} = 定数項（もしくはMPRFの傾斜）

{\displaystyle {\pi }} = 実際のインフレーション率
{\displaystyle {\pi }^{*}} = インフレーション率の長期の目標値